# Wiktor Razwadowski
Wiktor Josypowycz Razwadowski, ukr. Віктор Йосипович Развадовський (ur. 3 czerwca 1959 w Dzerżynśku) – ukraiński wojskowy, prawnik i polityk, generał porucznik milicji podatkowej, poseł do Rady Najwyższej III, IV, VII i VIII kadencji.

## Życiorys
Od 1977 do 1987 służył w Armii Radzieckiej, brał udział w działaniach wojennych w trakcie interwencji w Afganistanie i usuwaniu skutków katastrofy elektrowni jądrowej w Czarnobylu. W 1989 ukończył studia prawnicze na Kijowskim Uniwersytecie Państwowym im. Tarasa Szewczenki, odbył tam aspiranturę, uzyskał stopnie kandydata nauk i doktora.
Od 1987 pracował w służbach inspekcyjnych i kontrolnych podległych po przemianach ukraińskiemu Ministerstwu Spraw Wewnętrznych. Był m.in. zastępcą naczelników państwowej inspekcji samochodowej (1992–1995), służby ochrony porządku obywatelskiego (1995–1996) oraz milicji podatkowej (1996–1998). W 1998 awansowany do stopnia generała majora, a w 2002 do stopnia generała porucznika milicji podatkowej.
W 1998 po raz pierwszy został wybrany na posła w jednomandatowym okręgu obwodu żytomierskiego. Zasiadał w szeregu różnych frakcji, w tym NDP, SDPU(O), Batkiwszczyny i Solidarności. W 2002 z powodzeniem ubiegał się o reelekcję (z wynikiem ponad 80%). Był członkiem różnych prorządowych grup poselskich, kadencję kończył we frakcji Partii Ludowej, wchodząc też w skład rady politycznej tego ugrupowania. Po odejściu w 2006 z parlamentu obejmował kierownicze stanowiska w administracji państwowej, m.in. w państwowej administracji podatkowej. Był też naczelnikiem delegatury MSW w obwodzie charkowskim, a w 2009 stanął na czele departamentu milicji transportowej.
W 2012 po przywróceniu okręgów jednomandatowych ponownie został wybrany do Rady Najwyższej jako kandydat niezależny. Był członkiem frakcji parlamentarnej Partii Regionów, którą opuścił w 2014 w okresie wydarzeń Euromajdanu przechodząc do grupy Suwerenna Europejska Ukraina Ihora Jeremejewa. W tym samym roku po raz czwarty uzyskał mandat deputowanego. W parlamencie zasiadał do 2019. W 2020 wybrany na radnego obwodu żytomierskiego z listy partii Za Przyszłość.